# Čačak

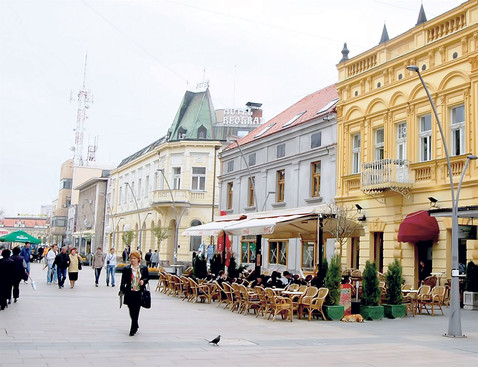
Via urbana de Čačak

Čačak (em sérvio: Чачак; [t͡ʃǎːt͡ʃak]) é uma cidade da Sérvia localizada no distrito de Moravica, onde é sede. Possui 15 quilômetros quadrados e segundo censo de 2011, havia 73 331 habitantes.